# Irene Adlerová
Irene Adlerová je fiktivní postava uvedená v jednom z příběhů Sherlocka Holmese od Arthura Conana Doyla – Skandál v Čechách (v originále "A Scandal in Bohemia"), vydaném v červnu roku 1891. Je nejdůležitější ženskou postavou v sérii příběhů o slavném detektivovi[zdroj?], a to navzdory tomu, že se přímo objevuje pouze v jednom příběhu.

## Životopis postavy
Podle povídky "Skandál v Čechách" se Irene Adlerová narodila v New Jersey v roce 1858. Následovala její kariéra v Opeře jako tzv. contralto, působila v La Scala v Miláně v Itálii, poté jako primadona v Císařské opeře ve Varšavě v Polsku. Ve svých dvaceti letech se přestěhovala do Londýna. Měla prý "obličej nejkrásnější ženy na světě a mysl nejodhodlanějšího muže", a zároveň důvtip, který předčil i Holmese, a on ji za to obdivoval.
Dr. Watson ji v době publikace příběhu nazývá "zesnulá Irene Adlerová". Příčiny její smrti nejsou známy, nicméně se spekulovalo o tom, že důvodem k jejímu předčasnému odchodu do důchodu a odchodu z práce byly skryté zdravotní problémy.[zdroj?] Na druhou stranu, slovo "later" může také znamenat "bývalý". Vzala si Godfreye Nortona, takže "Adlerová" bylo její bývalé příjmení.

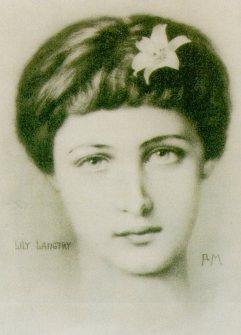
Lillie Langtryová, možná předloha postavy Irene Adlerové.

20. března 1888 Wilhelm Gottsreich Sigismond von Ormstein, velkovévoda z Cassel-Felstein a dědic Království českého, učinil tajnou návštěvu Holmese v Londýně. Král se ptal známého detektiva, jestli by nezajistil fotografii od Adlerové.
Monarcha vládl v Praze, ale v roce 1883 údajně zaplatil za "dlouhou návštěvu Varšavy", kde "se seznámil s dobře známou dobrodružkou Irene Adlerovou". Ti dva se stali milenci, později Adlerová vzala fotografii, na které byli oba zachyceni. Třicetiletý král vysvětlil Holmesovi, že má v úmyslu oženit se s Clotilde Lothman von Saxe-Meningen, druhou dcerou krále skandinávského; manželství by však mohlo být ohroženo, pokud by vyšel najevo vztah s Adlerovou.
Díky svým význačným schopnostem pohybovat se v přestrojení Holmes vystopuje Irenin pohyb a pozná její soukromý život. Potom připraví falešný incident, který ukáže, kde by fotografie mohla být schovaná. Když se vrátí, aby fotografii uloupil, najde Adlerovou, jak ujíždí se svým novým manželem a majetkem, který měl být přestěhován. V dopise Holmesovi vysvětluje, jak ho přechytračila, ale také, že je šťastná se svým novým manželem, který má více vřelých citů, než měl její bývalý milenec. Králi pak nechce poskytnout jedinou příležitost postavit se mezi ni a její budoucnost.

## Další zmínky o Irene
Irene Adlerová je zmiňována i v následujících příbězích:
- "Poslední poklona" (v originále His Last Bow)
- "Pět pomerančových jadérek" (v originále The Five Orange Pips)

## Holmesův vztah k Adlerové
Adlerová získala Holmesův bezmezný obdiv. Když král Čech řekl: "Nebyla by obdivuhodnou královnou? Není to škoda, že není na mé úrovni?", Holmes odpověděl kousavě, že slečna Adlerová je vskutku na jiné úrovni než král.[zdroj?]
Začátek "Skandálu v Čechách" popisuje pozornost, se kterou Holmes na Adlerovou pohlížel:
| „ | Pro Sherlocka Holmese je to vždy ta žena. Zřídkakdy jsem ho slyšel zmínit její původní, nebo jiné jméno. V jeho očích zatemnila a převládla vše svojí smyslností. Nebylo to tak, že cítil nějaké city, podobné lásce, k Irene Adlerové. Všechny city a zvláště ten jeden, byly neslučitelné s jeho chladem, přesnou, ale obdivuhodně vyváženou myslí. Byl nejlepší uvažující a pozorný stroj, který svět viděl, ale jako milovník se chtěl umístit do falešné pozice. Nikdy nemluvil o lehkých vášních, kvůli posměchu a úšklebkům. To byly obdivuhodné věci pro přihlížející - vynikající pro nastínění závoje z mužských motivů a akcí. Ale pro trénovaného, logicky uvažujícího člověka, připustit takové vniknutí do jeho vlastní, choulostivé a konečně přizpůsobené povaze, byl uveden rozptylující faktor, který mohl vrhnout pochybnost na všechny jeho mentální výsledky. Kamínek v citlivém instrumentu nebo trhlina na jeho vlastních výkonných lupách, nechtěl, aby byl víc rušivý, než silný cit, v jeho přirozené podobě, takový, jak byl. A už tu byla pouze jedna žena a tou ženou byla Irene Adlerová, ve váhající a sporné paměti. | “ |

Její fotografii dostal Holmes jako platbu za svou roli v případu. Ta fotografie byla jednou z jeho nejcennějších věcí.